# Copa Master da Supercopa 1992
A Copa Master da Supercopa 1992 foi a primeira edição da competição oficial de futebol entre clubes profissionais da América do Sul, organizada pela Confederação Sul-Americana de Futebol (CONMEBOL).
Participaram quatro equipes vencedoras da Supercopa Libertadores de 1988 a 1991: Racing, Boca Juniors, Olimpia e Cruzeiro.
O campeonato foi disputado entre os dias 27 e 31 de maio de 1992. A cidade argentina de Buenos Aires sediou a competição, com todas as partidas sendo realizadas no Estádio José Amalfitani. 
O campeão foi o Boca Juniors.

## Participantes
| Argentina    |                |                              |
| Clube        | Cidade         | Classificação                |
| ------------ | -------------- | ---------------------------- |
| Boca Juniors | Buenos Aires   | Campeão da Supercopa de 1989 |
| Racing       | Avellaneda     | Campeão da Supercopa de 1988 |
| Brasil       |                |                              |
| Clube        | Cidade         | Classificação                |
| Cruzeiro     | Belo Horizonte | Campeão da Supercopa de 1991 |
| Paraguai     |                |                              |
| Clube        | Cidade         | Classificação                |
| Olimpia      | Assunção       | Campeão da Supercopa de 1990 |

## Tabela

### Semifinais
| 27 de maio de 1992 | Boca Juniors   | 1 – 0 | Olimpia | José Amalfitani, Buenos Aires (Argentina) |
|                    | Cabañas 0'36'' |       |         | Árbitro: Ernesto Filippi                  |

- Boca Juniors: Montoya; Soñora, Simón, Giuntini e Abramovich; Pico, Giunta, Apud e Márcico; Saturno (Amato) e Cabañas. Técnico: Oscar Tabárez.
- Olimpia: Tavarelli; Cáceres, Ramírez, Ayala e Jara; Miguel Sanabria, Vidal Sanabria e Campos (Bourdier); Romerito, Amarilla e Caballero (Guirland). Técnico: Roberto Perfumo.

| 29 de maio de 1992 | Racing    | 1 – 1 | Cruzeiro | José Amalfitani, Buenos Aires (Argentina) |
|                    | Rubén Paz |       | Charles  | Árbitro: Enrique Marín                    |

- Racing: Roa; Reinoso, Borelli, Vallejos, Distéfano, Güendulain, Fabbri, Rubén Paz, Basualdo, Carranza (Núñez) e Torres.
- Cruzeiro: Zé Carlos; Paulo Roberto, Paulão, Célio Lúcio e Nonato; Ademir, Andrade (Édson), Boiadeiro e Macalé (Luís Fernando Flores); Cleisson e Charles. Técnico: Jair Pereira.

### Decisão do terceiro lugar
| 31 de maio de 1992 | Olimpia | 2 – 1 | Racing      | José Amalfitani, Buenos Aires (Argentina) |
|                    | Campos  |       | Borelli (P) |                                           |

- Olimpia: Tavarelli; Cáceres, Vergara, Ayala e Jara;  Miguel Sanabria, Vidal Sanabria e Meza (Guirland); Romerito (Bourdier), Amarilla e Campos. Técnico: Roberto Perfumo.
- Racing: Bartero; Reinoso, Borelli, Vallejos, Distéfano (Fleita), Güendulain, Fabbri, Rubén Paz, Basualdo, Carranza (Bustos) e Torres.

### Final
| 31 de maio de 1992 | Boca Juniors              | 2 – 1 | Cruzeiro  | José Amalfitani, Buenos Aires (Argentina)                               |
|                    | Soñora 27' · Giuntini 74' |       | Édson 37' | Público: Jorge Nieves Auxiliares: Eduardo Dluzniewski e Ernesto Filippi |

|  | Boca Juniors | Cruzeiro |

| BOCA JUNIORS: |  |            |  |     |
|               |  |            |  |     |
| G             |  | Montoya    |  |     |
| LD            |  | Soñora     |  |     |
| Z             |  | Simón      |  |     |
| Z             |  | Giuntini   |  |     |
| LE            |  | Abramovich |  |     |
| V             |  | Pico       |  |     |
| V             |  | Giunta     |  |     |
| M             |  | Apud       |  | 61' |
| M             |  | Márcico    |  |     |
| A             |  | Saturno    |  | 45' |
| A             |  | Cabañas    |  |     |
| Substituição: |  |            |  |     |
| M             |  | Rentera    |  | 45' |
| A             |  | Amato      |  | 61' |
| Treinador:    |  |            |  |     |
| Oscar Tabárez |  |            |  |     |

| CRUZEIRO:     |  |                      |                               |     |
|               |  |                      |                               |     |
| G             |  | Zé Carlos            |                               |     |
| LD            |  | Paulo Roberto        |                               |     |
| Z             |  | Paulão               |                               |     |
| Z             |  | Célio Lúcio          |                               |     |
| LE            |  | Nonato               |                               |     |
| V             |  | Ademir               |                               |     |
| V             |  | Boiadeiro            | Penalizado com cartão amarelo |     |
| M             |  | Luís Fernando Flores |                               | 73' |
| A             |  | Édson                |                               | 76' |
| A             |  | Cleisson             |                               |     |
| A             |  | Charles              |                               |     |
| Substituição: |  |                      |                               |     |
| A             |  | Riva                 |                               | 73' |
| V             |  | Andrade              |                               | 76' |
| Treinador:    |  |                      |                               |     |
| Jair Pereira  |  |                      |                               |     |

## Confrontos
|  | Meias-finais | Meias-finais | Meias-finais |   |  | Final        | Final | Final |
|  |              |              |              |   |  |              |       |       |
|  | 1            | Boca Juniors | 1            |   |  |              |       |       |
|  | 4            | Olimpia      | 0            |   |  |              |       |       |
|  |              |              |              |   |  | Boca Juniors | 2     |       |
|  |              |              | Cruzeiro     | 1 |  |              |       |       |
|  | 2            | Cruzeiro     | 1(3)         |   |  |              |       |       |
|  | 3            | Racing       | 1(1)         |   |  |              |       |       |

| Copa Master da Supercopa 1992    |
| -------------------------------- |
| Boca Juniors Campeão (1º título) |

## Artilharia
| Jogador            | Equipe       | Gols |
| ------------------ | ------------ | ---- |
| Jorge Campos       | Olimpia      | 2    |
| Alejandro Giuntini | Boca Juniors | 1    |
| Charles            | Cruzeiro     | 1    |
| Diego Soñora       | Boca Juniors | 1    |
| Édson              | Cruzeiro     | 1    |
| Jorge Borelli      | Racing       | 1    |
| Roberto Cabañas    | Boca Juniors | 1    |
| Rubén Paz          | Racing       | 1    |